# 高电子迁移率晶体管

GaAs/AlGaAs/InGaAs材料构成的P型高电子迁移率晶体管

GaAs/AlGaAs高电子迁移率晶体管的能带结构

高电子迁移率晶体管（英語：High electron mobility transistor，縮寫：HEMT），也称调制掺杂场效应管（modulation-doped FET，縮寫：MODFET），是場效電晶體的一种，它使用两种具有不同能隙的材料形成异质结，为载流子提供通道，而不像金屬氧化物半導體場效電晶體那样，直接使用掺杂的半导体而不是结来形成导电沟道。砷化镓、砷镓铝三元化合物半导体是构成这种器件的可选材料，当然根据具体的应用场合，可以有其他多种组合。例如，含铟的器件普遍表现出更好的高频性能，而近年来发展的氮化镓高电子迁移率晶体管则凭借其良好的高频特性吸引了大量关注。高电子迁移率晶体管可以在极高频下工作，因此在移动电话、卫星电视和雷达中应用广泛。